# Гордън Хинкли
Гордън Битнър Хинкли (Gordon Bitner Hinckley) е бил председателят на Църквата на Исус Христос на светиите от последните дни през 1995-2008 г. Членовете на тази църква го считат за пророк, в същия вид като Ной, Авраам, Мойсей и Йоан Кръстител.

## Други водачи от тази църква
- Джозеф Смит